# Saison 1908-1909 des Sénateurs d'Ottawa
Autres saisons
Saison précédente Saison suivante
La saison 1908-1909 de hockey sur glace est la vingt-quatrième à laquelle participent les Sénateurs d'Ottawa.

## Classement
|                       | PJ | V  | D  | DP | BP  | BC  |
| --------------------- | -- | -- | -- | -- | --- | --- |
| Sénateurs d'Ottawa    | 12 | 10 | 2  | 0  | 117 | 63  |
| Wanderers de Montréal | 12 | 9  | 3  | 0  | 82  | 61  |
| Hockey Club de Québec | 12 | 3  | 9  | 0  | 78  | 106 |
| Shamrocks de Montréal | 12 | 2  | 10 | 0  | 56  | 103 |

## Meilleurs marqueurs
| Nom           | PJ | B  |
| ------------- | -- | -- |
| Marty Walsh   | 12 | 38 |
| Bruce Stuart  | 11 | 22 |
| Dubby Kerr    | 9  | 20 |
| Billy Gilmour | 11 | 11 |

## Saison régulière

### Janvier
| No | Date       | Visiteur              | Score | Domicile              | Fiche |
| -- | ---------- | --------------------- | ----- | --------------------- | ----- |
| 1  | 6 janvier  | Sénateurs d'Ottawa    | 6-7   | Wanderers de Montréal | 0-1-0 |
| 2  | 9 janvier  | Hockey Club de Québec | 5-13  | Sénateurs d'Ottawa    | 1-1-0 |
| 3  | 13 janvier | Sénateurs d'Ottawa    | 11-3  | Shamrocks de Montréal | 2-1-0 |
| 4  | 16 janvier | Shamrocks de Montréal | 7-9   | Sénateurs d'Ottawa    | 3-1-0 |
| 5  | 23 janvier | Sénateurs d'Ottawa    | 18-4  | Hockey Club de Québec | 4-1-0 |
| 6  | 30 janvier | Wanderers de Montréal | 4-5   | Sénateurs d'Ottawa    | 5-1-0 |

### Février
| No | Date       | Visiteur              | Score | Domicile              | Fiche |
| -- | ---------- | --------------------- | ----- | --------------------- | ----- |
| 7  | 6 février  | Sénateurs d'Ottawa    | 9-8   | Wanderers de Montréal | 6-1-0 |
| 8  | 13 février | Hockey Club de Québec | 6-14  | Sénateurs d'Ottawa    | 7-1-0 |
| 9  | 20 février | Sénateurs d'Ottawa    | 7-3   | Shamrocks de Montréal | 8-1-0 |
| 10 | 27 février | Shamrocks de Montréal | 2-11  | Sénateurs d'Ottawa    | 9-1-0 |

### Mars
| No | Date   | Visiteur              | Score | Domicile              | Fiche  |
| -- | ------ | --------------------- | ----- | --------------------- | ------ |
| 11 | 4 mars | Wanderers de Montréal | 3-8   | Sénateurs d'Ottawa    | 10-1-0 |
| 12 | 7 mars | Sénateurs d'Ottawa    | 6-11  | Hockey Club de Québec | 10-2-0 |

## Gardien de but
- Percy LeSueur

## Défenseur
- Fred Lake

- Fred Taylor

- Edgar Dey Jr.

## Attaquants
- Bruce Stuart

- Marty Walsh

- Albert Kerr

- Billy Gilmour